# Bobrówko (powiat strzelecko-drezdenecki)
Bobrówko (niem. Breitenstein, dawniej używano również nazwy Bobrówko Krajeńskie) – wieś w Polsce położona w województwie lubuskim, w powiecie strzelecko-drezdeneckim, w gminie Strzelce Krajeńskie.
Duża wieś sołecka położona w północno-zachodniej części gminy, przy drodze powiatowej Strzelce – Choszczno.
W latach 1945–1954 i 1973–1976 miejscowość była siedzibą gminy Bobrówko. W latach 1954–1972 wieś należała i była siedzibą władz gromady Bobrówko. W latach 1975–1998 miejscowość należała administracyjnie do województwa gorzowskiego.
We wsi znajduje się park krajobrazowy o powierzchni około 6 ha, pałac, kościół, dawna stacja kolejowa Bobrówko Krajeńskie i młyn, sklepy, szkoła, przychodnia, poczta, wyremontowana sala wiejska. Siedzibę ma tu klub piłkarski Ludowy Zespół Sportowy Bobrówko założony w 1946 roku i występujący w gorzowskiej klasie okręgowej.

## Zabytki
Do wojewódzkiego rejestru zabytków wpisane są:
- kościół ewangelicki, obecnie rzymskokatolicki parafialny pw. św. Antoniego z Padwy[6], neoromański z 1870 roku; wewnątrz znajduje się jedyny na ziemi strzeleckiej późnorenesansowy ołtarz
- pałac, z połowy XIX wieku, eklektyczny piętrowy, założony na planie prostokąta z trzykondygnacyjnym ryzalitem na osi bocznej.